# لاري بانكس
لاري بانكس (بالإنجليزية: Larry Banks)‏ هو منتج أسطوانات وكاتب أغاني أمريكي، ولد في 3 أكتوبر 1931 في نيويورك في الولايات المتحدة، وتوفي في 26 فبراير 1992.

## روابط خارجية
- لاري بانكس على موقع IMDb (الإنجليزية)